# Batalla de Herdonia (212 a. C.)
La batalla de Herdonia se libró en el 212 a. C. durante la segunda guerra púnica entre el ejército cartaginés de Aníbal y las fuerzas romanas dirigidas por el pretor Cneo Fulvio Flaco, hermano del cónsul. El ejército romano fue destruido, lo que dejó Apulia libre de romanos ese año.

## Situación estratégica
Aníbal había destruido el ejército romano en Campania bajo el mando de Marco Centenio en la batalla del Silaro. Después de despedazar completamente el ejército romano en su mayor victoria, Cannas, Aníbal decidió no permanecer en Campania para salvaguardar Capua. Tampoco marchó hacia el oeste, en dirección a Cumas, para enfrentarse a los ejércitos consulares de Quinto Fulvio Flaco y Apio Claudio Pulcro. Aníbal marchó al este, a Apulia.
Los cónsules romanos decidieron marchar en Capua. Los romanos comenzaron a hacer los preparativos deliberadamente para asegurar sus líneas de suministro. Fortificaron Casilinum y construyeron fortalezas en el río Volturno para proteger sus líneas de suministro. El pretor Cayo Claudio Nerón pasó de Lucania a Suessula. En total, 6 legiones romanas y 6 legiones aliadas estaban dispuestas para avanzar contra Capua.
En Hispania, Asdrúbal Barca había desembarcado en el norte de África para someter a Sifax, que en sus esfuerzos estaba ayudado por un príncipe númida llamado Masinisa. Los hermanos Escipión habían comenzado a contratar y formar mercenarios celtibéricos para lanzar una campaña contra los cartagineses.

## La batalla
Fulvio y su ejército habían tenido un tiempo bastante fácil en Apulia. Fulvio no tenía conocimiento de la presencia de Aníbal hasta que llegó dentro de la zona de Herdonia. Se dice que Fulvio se había descuidado con éxitos fáciles y que su ejército también fue distraído con el saqueo. Fulvio aceptó batalla contra Aníbal a instancias de sus muy ansiosos soldados. El ejército de Aníbal era probablemente más numeroso que el ejército de los romanos, que sumaban 18000 hombres.
Aníbal desplegó sus fuerzas en la llanura fuera del campo, mientras que el envío de unos 3000 soldados de infantería ligera a la extrema izquierda de su flanco hizo efecto con un ataque por sorpresa en los bosques y granjas ubicadas en esa dirección. Aníbal también envió 2000 númidas para tomar el control de las carreteras en la parte posterior del ejército de Fulvio, por lo tanto, cortaba todas las posibles vías de retirada. Es sorprendente que Flaco no detectara la circulación de los cartagineses, que es un homenaje a la habilidad de los comandantes de Aníbal o un ejemplo flagrante de negligencia romana. El ejército de Aníbal seguía siendo más numerosos que los romanos aún incluso después de que 5000 soldados se hubieran separado de él, lanzando una ofensiva contra las legiones romanas casi a la vez. Fulvio huyó casi de inmediato con 200 efectivos mientras los ataques de Aníbal venían de delante, detrás y a los dos lados. Se dice que alrededor de 2000 romanos sobrevivieron a la batalla. La batalla se asemeja a la trampa que Aníbal fijó al ejército de Minucio en la batalla de Geronium, en el 217 a. C..

## Consecuencias
En el espacio de unas pocas semanas, Aníbal había aniquilado 6 legiones romanas en la región de Campania y Apulia. Después de esta batalla, Aníbal marchó al sur, hacia Tarento, donde los romanos fueron sitiados en la ciudadela mientras que la ciudad se había rendido a los aliados de los cartagineses en el 213 a. C. El Senado romano se decidió plantear la creación de cuatro nuevas legiones que enviar a Apulia. Los cónsules se trasladaron cerca de Capua, con la intención de bloquear totalmente la ciudad. Para algunos autores, el motivo de júbilo de Aníbal ha sido una fuente de confusión. Se ha especulado que Aníbal se había retirado a descansar a su ejército y dar una oportunidad a los heridos a recuperarse después de tres batallas y marchas forzadas.
- Datos: Q1362035
- Multimedia: Battle of Herdonia (212 BC) / Q1362035